# Austrogymnocnemia lulinguensis
Austrogymnocnemia lulinguensis är en insektsart som beskrevs av Tim R. New 1985. Austrogymnocnemia lulinguensis ingår i släktet Austrogymnocnemia och familjen myrlejonsländor. Inga underarter finns listade i Catalogue of Life.